# Десвенлафаксин
Десвенлафаксин (англ. Desvenlafaxine, лат. Desvenlafaxinum) — синтетичний лікарський засіб, який є активним метаболітом венлафаксину, що за хімічним складом є похідним бета-фенілетиламіну та належить до групи селективних інгібіторів зворотного захоплення серотоніну і норадреналіну. Десенлафаксин застосовується перорально.

## Фармакологічні властивості
Десвенлафаксин — лікарський засіб, що належить до групи селективних інгібіторів зворотного захоплення серотоніну і норадреналіну. Механізм дії препарату полягає у вибірковому інгібуванні зворотнього нейронального захоплення серотоніну та норадреналіну в синапсах центральної нервової системиу, що спричинює накопичення нейромедіатора в синаптичній щілині, та подовженню його дії на постсинаптичні рецепторні ділянки. Це призводить до інгібування обігу серотоніну та норадреналіну в організмі, подальшим наслідком чого є купування депресивних станів. Препарат має виражену тимоаналептичну, а також анксіолітичну та стимулюючу дію, та не впливає на серотонінові рецептори 5-HT1А і 5-НТ2, а також на альфа-1- та альфа-2-, а також бета-адренорецептори, D2 та D1 дофамінові рецептори, гістамінові H1-рецептори, м-холірецептори, бензодіазепінові рецептори, опіатні та ГАМК-рецептори. Десвенлафаксин застосовується при великому депресивному розладі, ефективність його оцінюється на рівні інших антидепресантів. Десвенлафаксин також застосовується для лікування приливів у жінок у постменопаузальному періоді, та позиціонується як перший негормональний препарат для лікування жінок в клімактеричному періоді. Також десвенлафаксин застосовується для лікування фіброміалгії, проте його ефективність при цьому захворюванні є невисокою.

### Фармакокінетика
Десвенлафаксин добре, проте повільно всмоктується після перорального застосування, біодоступність препарату становить 80 %. Максимальна концентація десвенлафаксину в крові досягається протягом 7,5 годин після прийому препарату. Десвенлафаксин погано (на 30 %) зв'язується з білками плазми крові. Препарат добре проникає через гематоенцефалічний бар'єр, через плацентарний бар'єр, та виділяється в грудне молоко. Метаболізується десвенлафаксин у печінці з утворенням неактивних метаболітів. Виводиться препарат із організму переважно із сечею як у незміненому вигляді, так і у вигляді метаболітів. Період напіввиведення десвенлафаксину становить 11 годин, цей час може збільшуватися при порушеннях функції печінки або нирок.

## Покази до застосування
Десвенлафаксин застосовують для лікування великого депресивного розладу.

## Побічна дія
При застосуванні десвенлафаксину можуть спостерігатися наступні побічні ефекти:
- Алергічні реакції — шкірний висип, свербіж шкіри, кропив'янка, набряк Квінке, синдром Лаєлла, синдром Стівенса-Джонсона, анафілактоїдні реакції, еритема шкіри, фотодерматоз, гарячка, еозинофільні інфільтрати в легенях, гіпергідроз.
- З боку травної системи — нудота, блювання, сухість у роті, запор, гепатит, панкреатит, печінкова недостатність, шлунково-кишкова кровотеча, зниження апетиту.
- З боку нервової системи — запаморочення, головний біль, сонливість або безсоння, посилення тривоги, тремор, порушення смаку, маніакальні стани, агресивність, порушення концентрації уваги, сплутаність свідомості, галюцинації, патологічні сновидіння і нічні марення, деперсоналізація, серотоніновий синдром, анорексія, суїцидальні ідеї та поведінка, мігрень, глаукома, мідріаз, порушення акомодації.
- З боку серцево-судинної системи — артеріальна гіпертензія, тахікардія, ортостатична гіпотензія, подовження інтервалу QT, аритмії, приливи крові.
- З боку сечостатевої системи — часте сечовипускання, дизурія, маткові кровотечі, порушення менструального циклу, порушення статевої функції, гіперпролактинемія, галакторея.
- Інші побічні ефекти — синдром неадекватної секреції антидіуретичного гормону, рабдоміоліз, підвищення рівня холестерину в крові, гіпонатріємія, збільшення маси тіла, тромбоцитопенія, агранулоцитоз, апластична анемія, нейтропенія, панцитопенія, підвищення активності ферментів печінки, підвищена кровоточивість.

## Протипокази
Десвенлафаксин протипоказаний при підвищеній чутливості до препарату або венлафаксину, одночасному лікуванні інгібіторами моноамінооксидази, при вагітності та годуванні грудьми, особам у віці до 18 років.

## Форми випуску
Десвенфалаксин випускається у вигляді таблеток по 0,05 і 0,1 г.